# Hồng quân (cây)
Mận quân, bồ quân, bù quân, mùng quân trắng hay mùng quân rừng (danh pháp khoa học: Flacourtia jangomas) là loài cây thuộc họ Liễu sống trong các rừng mưa trên núi hoặc ở vùng đất thấp. Loài cây này được trồng nhiều ở Đông Nam Á và Đông Á, ở một số nơi đã trở thành cây hoang dã. Cây này có thể có nguồn gốc từ châu Á nhiệt đới như tại Ấn Độ.
Hồng quân là cây bụi thấp, cao đến 10 m. Hoa màu xanh hoặc trắng. Quả ăn tươi, ăn chín hoặc làm mứt, vỏ cây dùng làm thuốc trong đông y.

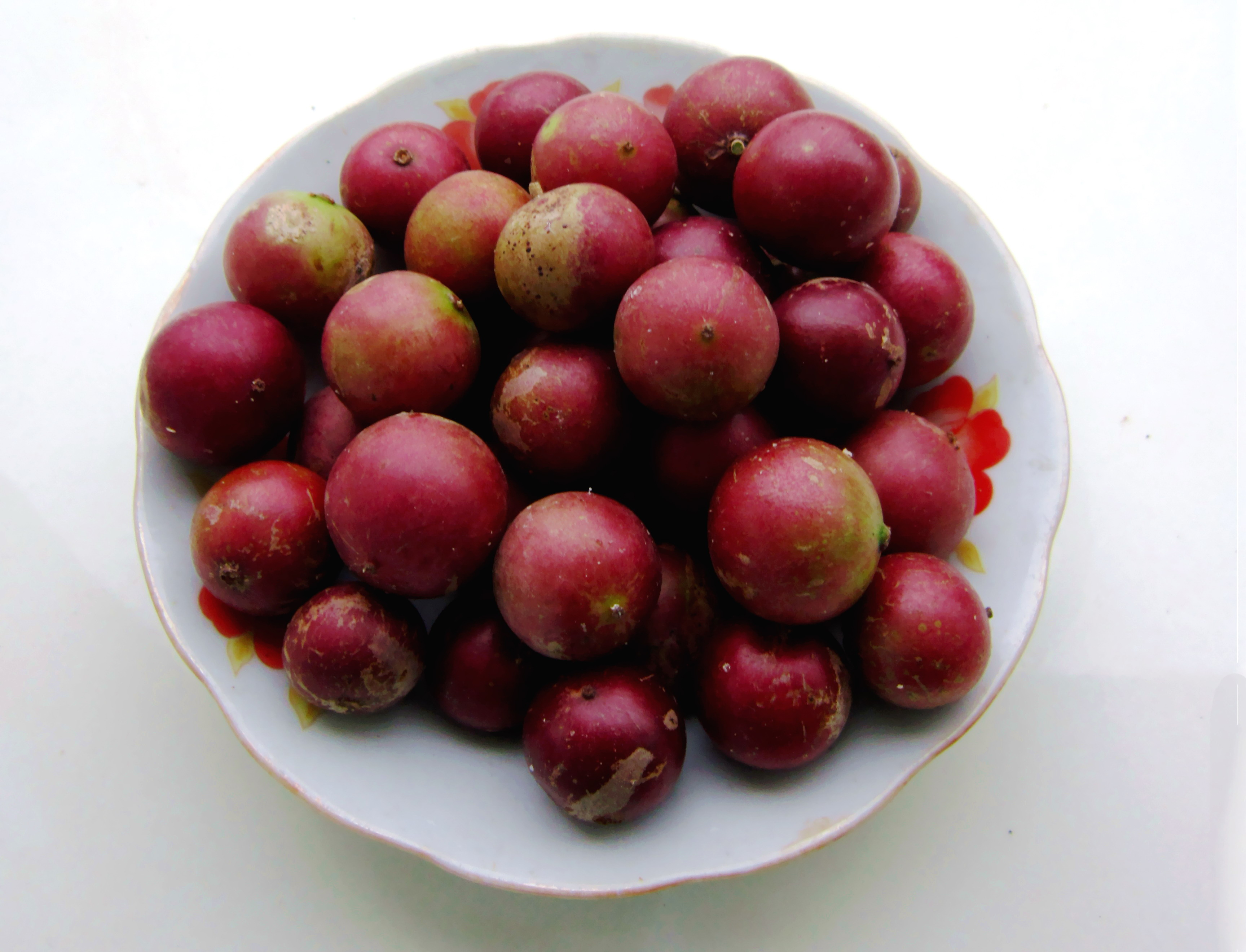
Quả mận quân chín

Tại Việt Nam, hồng quân thường chỉ mọc ở trung du miền đồi núi phía bắc, mỗi năm có quả một lần vào tháng 8 dương lịch đến tháng 9 thì quả chín. Quả bồ quân có hình dạng giống như quả nho, khi còn xanh thì có màu đỏ tươi, khi chín thì chuyển sang màu đỏ sẫm (tím), ăn có vị chua ngọt. Thân cây bồ quân còn có gai nên rất khó trèo...
Theo y học cổ truyền, rễ cây bồ quân có tác dụng lợi tiểu, chữa tiểu dắt, tiểu khó, tiểu buốt.

## Hình ảnh

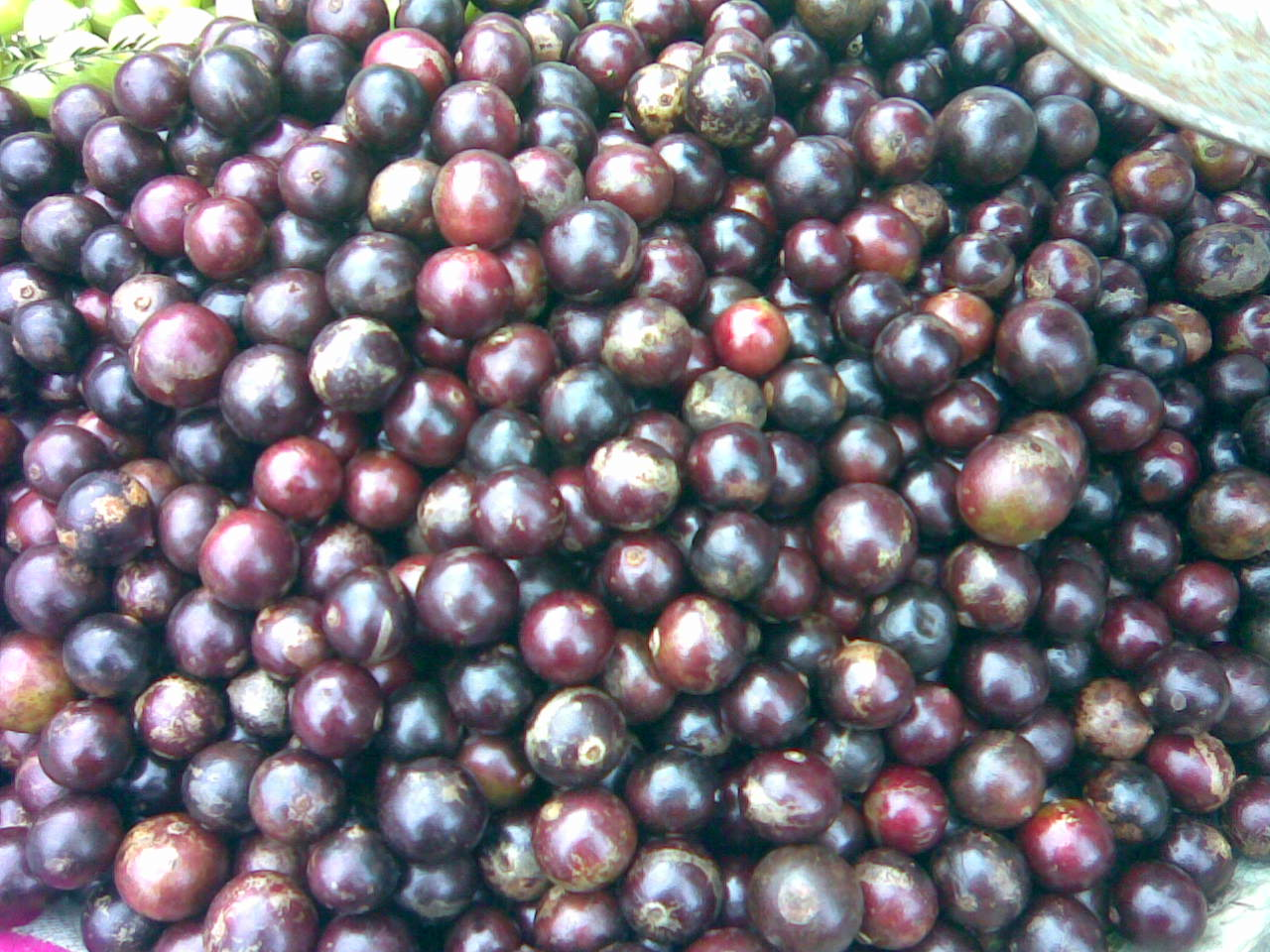
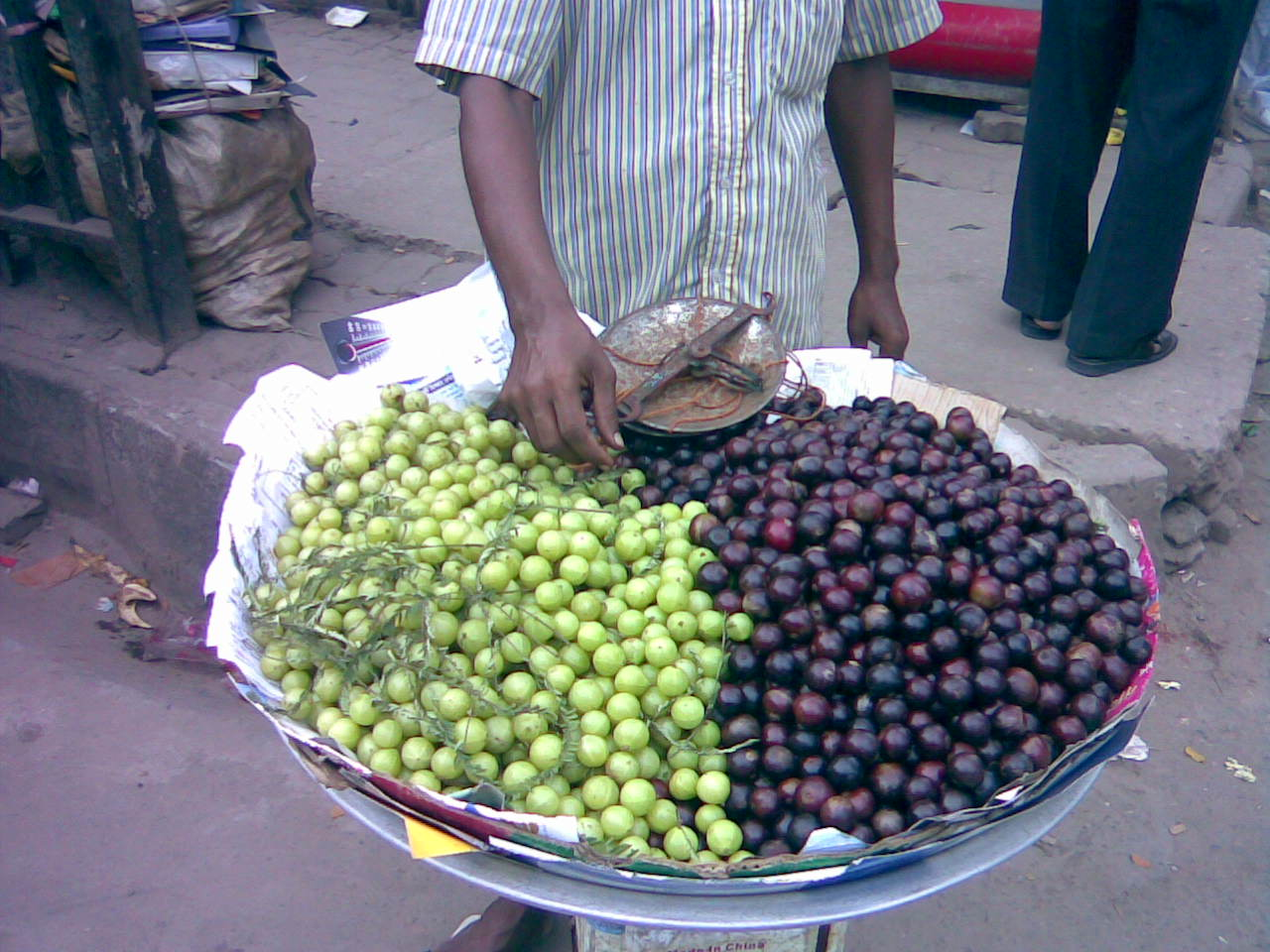
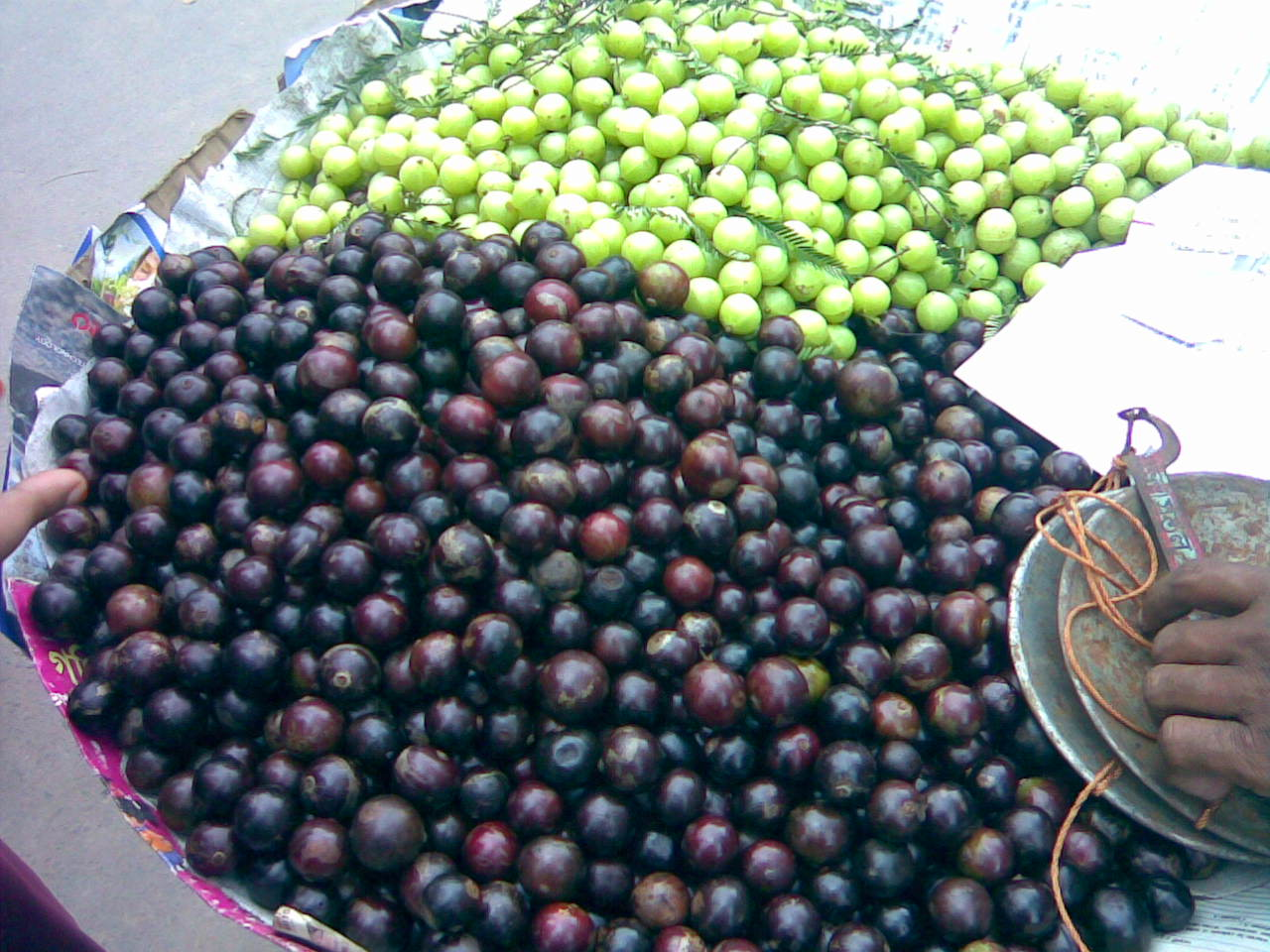
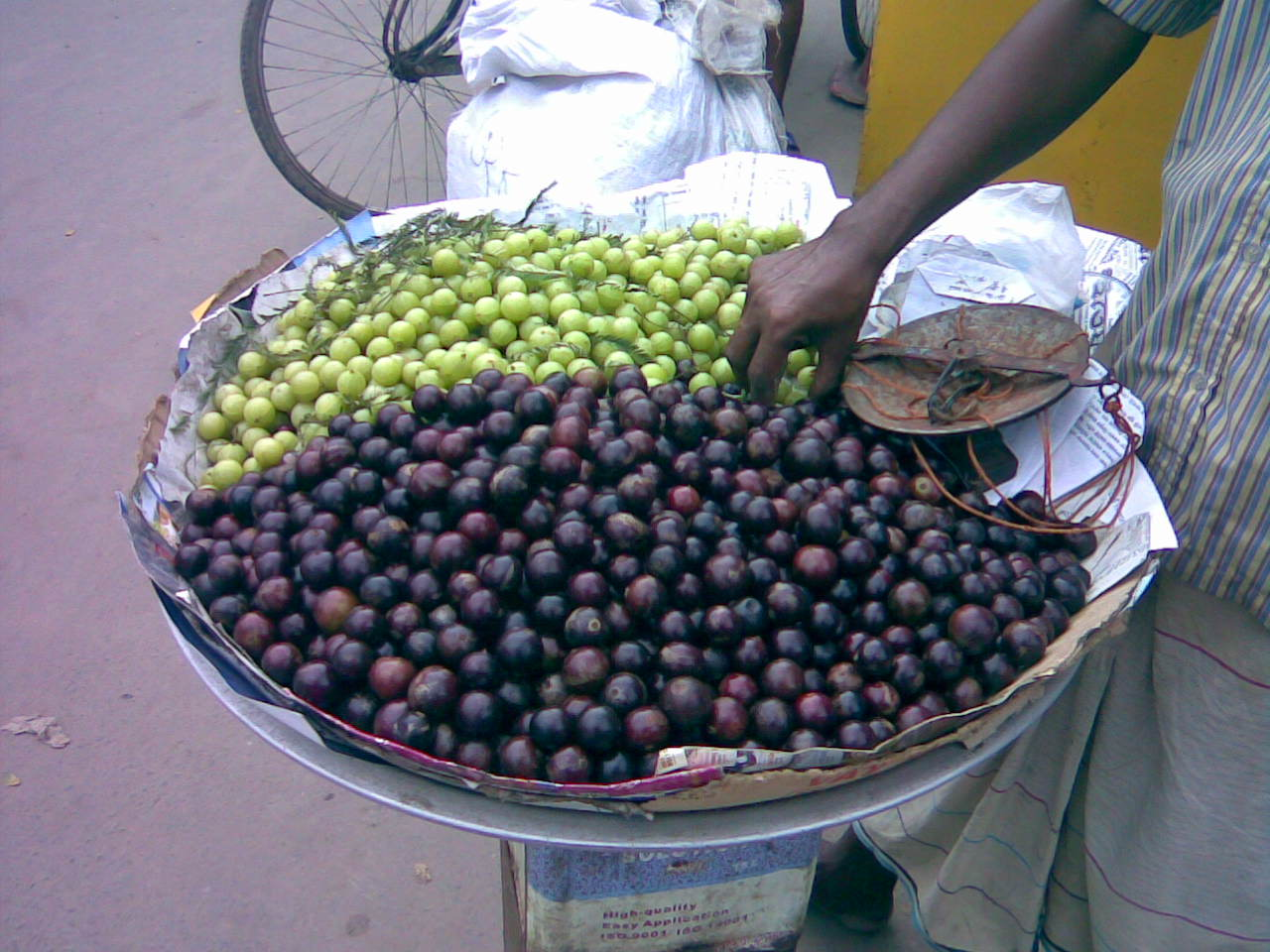